# روبرت هنتر (لاعب غولف أمريكي)
روبرت هنتر (بالإنجليزية: Robert Hunter)‏ هو لاعب غولف أمريكي، ولد في 10 أبريل 1874 في تير هوت في الولايات المتحدة، وتوفي في 14 مايو 1942 في مونتيسيتو في الولايات المتحدة.